# Otto Christian Archibald von Bismarck
Otto Christian Archibald Graf von Bismarck-Schönhausen, III principe di Bismarck (Schönhausen, 25 settembre 1897 – Friedrichsruh, 24 dicembre 1975), è stato un nobile, diplomatico e politico tedesco.

## Biografia

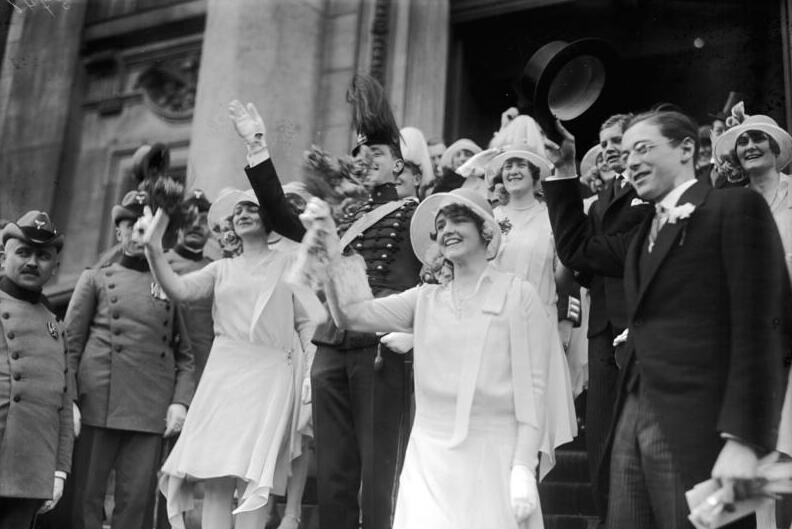
Otto von Bismarck (primo da destra) fotografato nel giorno del suo matrimonio

Era figlio del principe Herbert von Bismarck e quindi nipote di Otto von Bismarck, e fu fratello maggiore di Gottfried von Bismarck-Schönhausen e cugino di Klaus von Bismarck e Philip von Bismarck. Si laureò in diritto internazionale e poi in giurisprudenza a Kiel e a Berlino. Inizialmente avvocato, entrò successivamente nel corpo diplomatico tedesco, lavorando a Stoccolma (1927-1928) e a Londra (1928-1937).
Incaricato d'affari in Grecia, ad Atene si dedicò allo studiò del diritto greco antico e nel 1929 pubblicò sull'argomento un volume su Il diritto delle polis. Ricoprì l'incarico di membro del consiglio di gabinetto del Ministro degli Esteri Joachim von Ribbentrop dal 1937 al 1940; dopo fu Ministro plenipotenziario a Roma dal 1940 al 1943 e, successivamente, capo della sezione italiana del Ministero degli Esteri.  Membro per anni del Partito Popolare Nazionale Tedesco, fu deputato al Reichstag dal 1924 al 1928.
Nel 1933 aderì al Partito Nazista e due anni dopo entrò a far parte dell'Anglo-German Fellowship, un'associazione che auspicava l'alleanza tra Terzo Reich e Regno Unito. Nell'agosto del 1942 chiese al governo Mussolini di favorire la deportazione verso l'Oriente degli ebrei rifugiati in Croazia: come disse egli stesso a Galeazzo Ciano, l'obiettivo della mossa era la "dispersione e l'eliminazione" di questi ebrei. Tuttavia nel 1945 mise a disposizione il proprio castello al conte Folke Bernadotte per ospitare i prigionieri danesi liberati con gli Autobus bianchi.
Nel secondo dopoguerra aderì all'Unione Cristiano Democratica, con cui venne eletto deputato in Parlamento dal 1953 al 1965; in quell'anno ricevette l'Ordine al merito di Germania. Negli ultimi anni scrisse vari saggi sul diritto penale antico e una monumentale storia della legge e inoltre si preoccupò molto di dare nuovo lustro al suo casato, istituendo numerose scuole e fondazioni al nome di Bismarck.